# O Triângulo de Ouro
O Triângulo de Ouro é um romance policial/de aventura de Maurice Leblanc lançado em 1918 tendo como heroi Arsène Lupin. Divide-se em duas partes: "La Pluie d'Étincelles" ("A Chuva de Faíscas"), publicada em 1953 pela Vecchi como um volume independente intitulado O Triângulo de Ouro e "La Victoire d'Arsène Lupin" ("A Vitória de Arsène Lupin"), lançado igualmente como um volume independente sob o título A Câmara da Morte. O personagem principal de Maurice Leblanc só faz sua aparição na segunda parte como um Deus ex machina, salvando Patrício e Corália da morte e desvendando o mistério do triângulo de ouro.
Cronologicamente, a ação se situa entre o aparente "suicídio" de Lupin (lançando-se do alto dos penhascos de Capri) e a subsequente partida para a Legião Estrangeira, ao final do sombrio romance 813, e sua reaparição pública em Os Dentes do Tigre.

## Resumo
Primeira Parte:
Um mutilado de guerra, o capitão Patrício Belval, frustra uma tentativa de sequestro de uma enfermeira conhecida como Mamãe Corália. Apaixonado por ela, descobre que é casada. Seu marido, o banqueiro Essarès bey, ligado a um complô para remeter ilegalmente ao exterior as reservas de ouro da França, aparentemente morre assassinado. Parte desse ouro, que a eclosão da Primeira Guerra Mundial impediu de ser expedido, jaz oculto na propriedade de Essarès, sem que ninguém o encontre. Além disso, um álbum de fotografias encontrado com Essarés, uma ametista quebrada e outros sinais entrelaçam os destinos de Patrícia e Corália. Seus pais viúvos, que se amavam, morreram assassinados juntos, no mesmo dia. Durante todos esses acontecimentos, um inimigo oculto está sempre atacando. Ya-Bon, braço-direito de Patrício, sugere que chamem Lupin para desvendar o mistério. Mas ele não havia morrido ao saltar de um penhasco em Capri? Ao final Patrício e Corália caem na mesma armadilha que tirou a vida de seus pais.
Segunda Parte: Arsène Lupin, enviado à França em missão secreta para recuperar os trezentos milhões em ouro e assim influenciar os rumos da Primeira Guerra Mundial, salva Patrício e Corália da armadilha mortal, põe-se no encalço do inimigo implacável, descobre o paradeiro do ouro (aplicando o princípio do conto A Carta Roubada de Poe), revela o verdadeiro destino do pai de Patrício e desmascara o perseguidor do casal, que se valerá de uma troca de identidades para agir com mais desenvoltura.  